# Cret Blatuša
Cret Blatuša este o arie protejată (sit de importanță comunitară — SCI) din Croația întinsă pe o suprafață de 42,12 ha, integral pe uscat.

## Localizare
Centrul sitului Cret Blatuša este situat la coordonatele 45°19′07″N 15°54′31″E / 45.31863°N 15.908618°E.

## Înființare
Situl Cret Blatuša a fost declarat sit de importanță comunitară în iulie 2013 pentru a proteja un număr necunoscut de specii din flora spontană și fauna sălbatică aflate în arealul zonei.

## Biodiversitate
Situată în ecoregiunea continentală, aria protejată conține 4 habitate naturale: Depresiuni pe substraturi de turbă de Rhynchosporion, Mlaștini turboase de tranziție și turbării mișcătoare, Turbării active, Mlaștini împădurite.
La baza desemnării sitului se află un număr nedeclarat de specii protejate.
Pe lângă speciile protejate, pe teritoriul sitului au mai fost identificate 11 specii de plante.